# جبل عمر

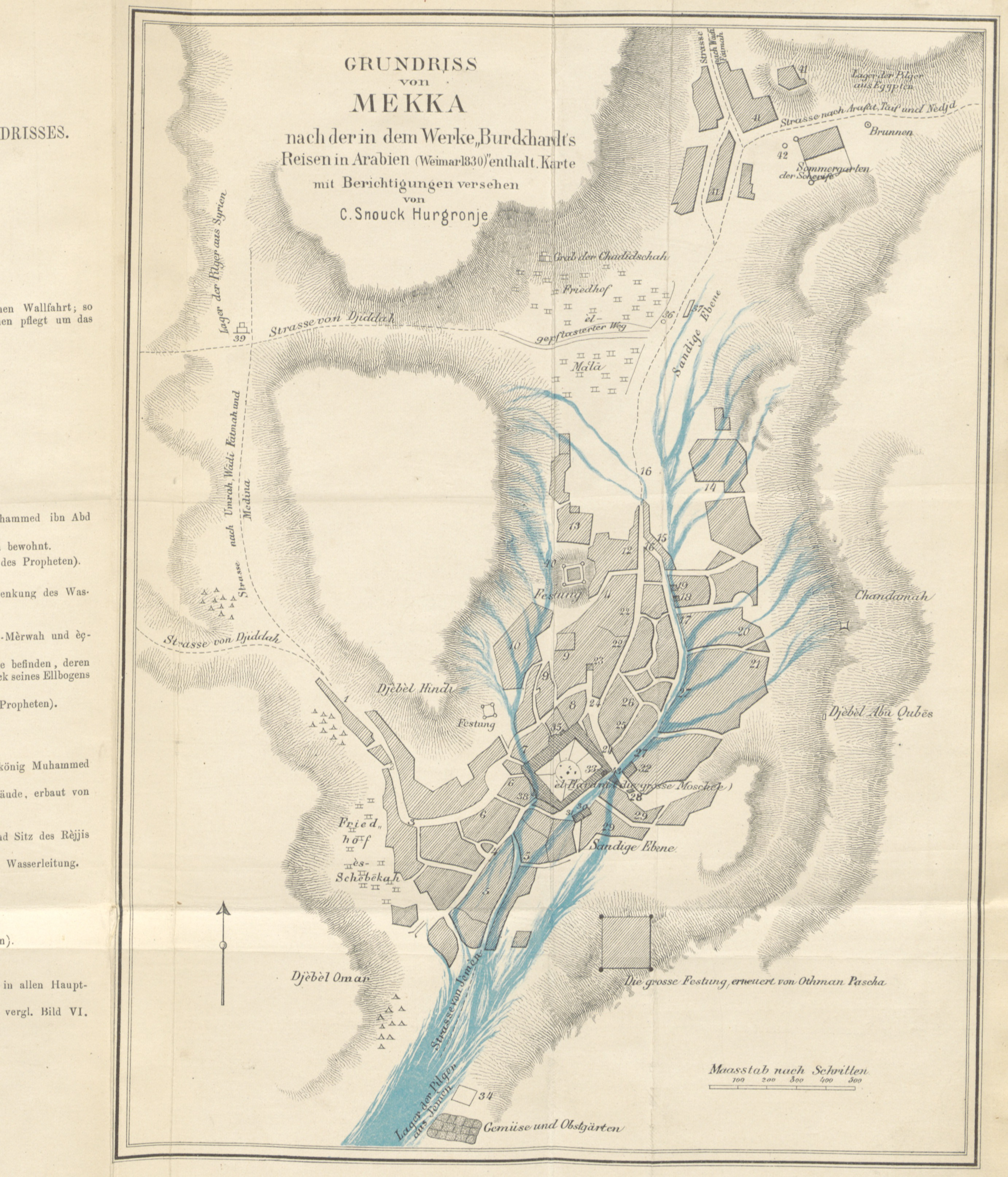
خريطة مكة عام 1830م.

يقع جبل عمر في مكة المكرمة غرب المسجد الحرام، ويتمتد من المسفلة حتى الشبيكة إلى المسفلة.

## التسمية
ترجع تسمية الجبل إلى عمر بن الخطاب حيث كان يسكن به في الجاهلية. وقد كان يسمي قبل ذلك بذي أعاصير والعاقر.